# Скалун Руслан Вікторович
Скалу́н Русла́н Ві́кторович — український волонтер.

## Короткий життєпис
За освітою нотаріус, проживає у місті Маріуполь. Його батько — прикордонник, Руслан народився в Алматинському прикордонному училищі.
Є засновником волонтерської кухні, створеної на остові союзу «Кодекс честі», яка годує вояків на блок-постах. Був радником керівника Донецької області Олександра Кіхтенка. По кілька днів до тижня проводить на передовій.
У березні 2014-го почали допомагати воякам Маріупольського прикордонного загону — до 500 чоловік. У травні прикордонники попросили допомогу з бронежилетами — мали на 700 чоловік особового складу 10 штук, ще часів радянської війни у Афганістані. Волонтери нелегально діставали комплектуючи та займалися складанням бронежилетів — аж до початку поставок в серпні 2014-го. У волонтерському русі бере участь і його син.
В червні 2014-го почала роботу волонтерська кухня, одночасно було задіяно 40 людей, згодом розгорнулася до 1500 порцій гарячих обідів. Першими гарячі страви стали споживати бійці батальйону «Івано-Франківськ», що перебував у Тельманівському районі. Після відходу батальйону по Іловайському котлі волонтери переорієнтувалися на харчування вояків з блокпостів під Маріуполем. З жовтня польова кухня стравувала блокпости та рубежі другої лінії оборони східного та північно-східного напрямів. В лютому-березні 2015 року при боях за Широкине та наступі українських військ польова кухня готувала 900 порцій, 2 тижні вивозили безпосередньо до колон. Після пригоди з українськими танкістами на «Стій стріляти буду!» у волонтерів відповіддю було «Борщ гарячий будете?»

## Нагороди
За особисту мужність і героїзм, виявлені у захисті державного суверенітету та територіальної цілісності України, вірність військовій присязі під час російсько-української війни
- орденом «За заслуги» III ступеня (10.6.2015).